# Prijs der Nederlandse Letteren
Prijs der Nederlandse Letteren – nagroda literacka przyznawana co trzy lata za całokształt twórczości autorom tworzącym w języku niderlandzkim.
Nagroda przyznawana jest od 1956 roku, jej pierwszym laureatem został Herman Teirlinck, który otrzymał wyróżnienie z rąk królowej Juliany. Nagrodę w wysokości 40 000 EUR finansuje Unia Języka Niderlandzkiego, a wręczają naprzemiennie członkowie holenderskiej i belgijskiej rodziny królewskiej. Jest najważniejszą nagrodą literacką przyznawaną twórcom kręgu języka niderlandzkiego.

## Laureaci
za źródłem:
- 1956: Herman Teirlinck
- 1959: Adriaan Roland Holst(inne języki)
- 1962: Stijn Streuvels
- 1965: J.C. Bloem(inne języki)
- 1968: Gerard Walschap(inne języki)
- 1971: Simon Vestdijk
- 1974: Marnix Gijsen(inne języki)
- 1977: Willem Frederik Hermans
- 1980: Maurice Gilliams
- 1983: Lucebert(inne języki)
- 1986: Hugo Claus
- 1989: Gerrit Kouwenaar(inne języki)
- 1992: Christine D'Haen(inne języki)
- 1995: Harry Mulisch
- 1998: Paul De Wispelaere(inne języki)
- 2001: Gerard Reve
- 2004: Hella S. Haasse

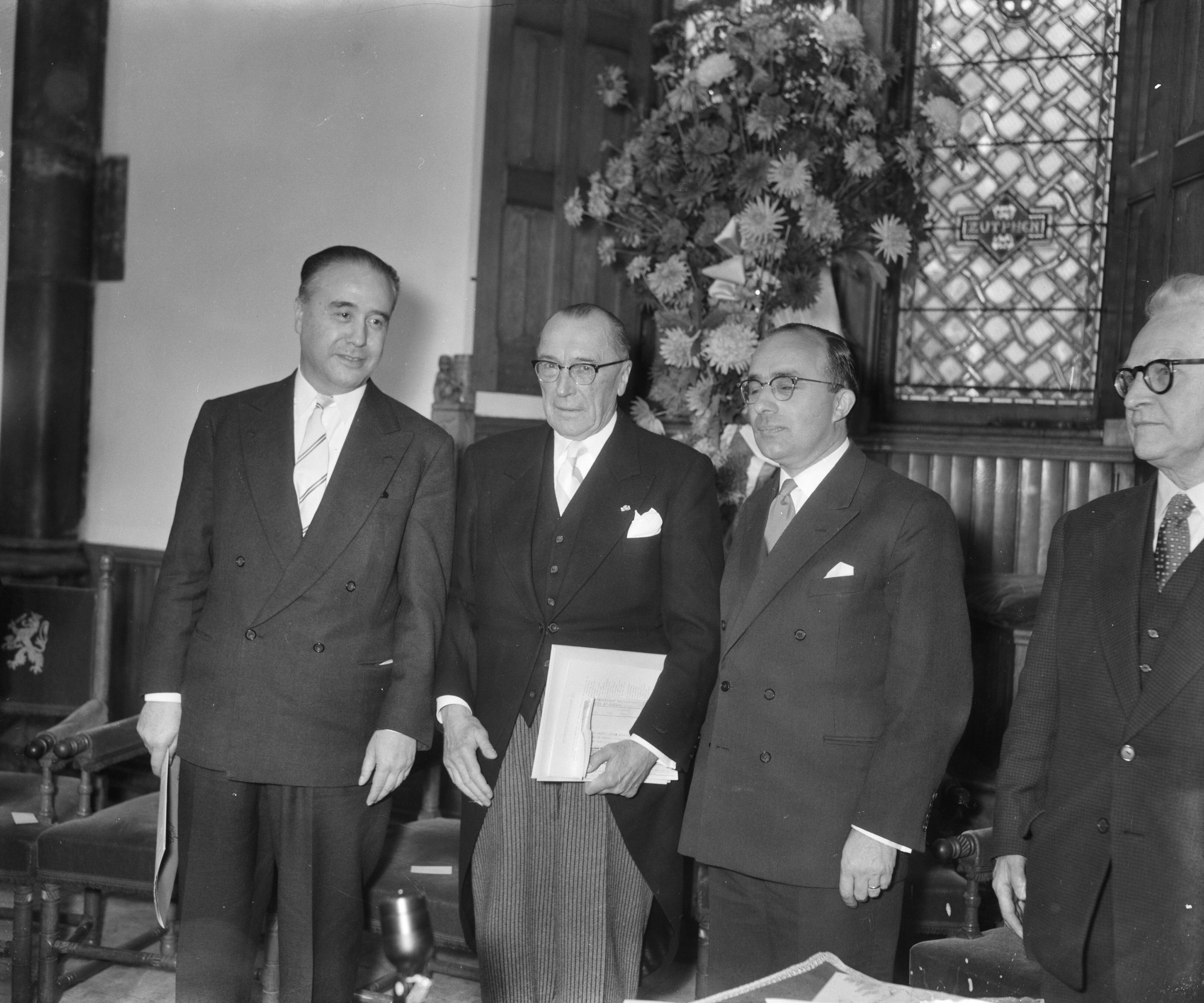
Pierwsza ceremonia wręczania nagrody, 1956

- 2007: Jeroen Brouwers (odmówił przyjęcia)
- 2009: Cees Nooteboom
- 2012: Leonard Nolens(inne języki)
- 2015: Remco Campert(inne języki)
- 2018: Judith Herzberg(inne języki)
- 2021: Astrid Roemer(inne języki)
- 2024: Tom Lanoye(inne języki) [5]